# Inquietudine (film 1997)
Inquietudine è un film per la televisione del 1997, diretto dal regista Gianni Siragusa. Il film è conosciuto anche con il titolo internazionale Anxiety.

## Produzione
Il film era originariamente inteso come pilota di una serie televisiva che però non è mai entrata in produzione.